# Jefatura de Policía de Montevideo

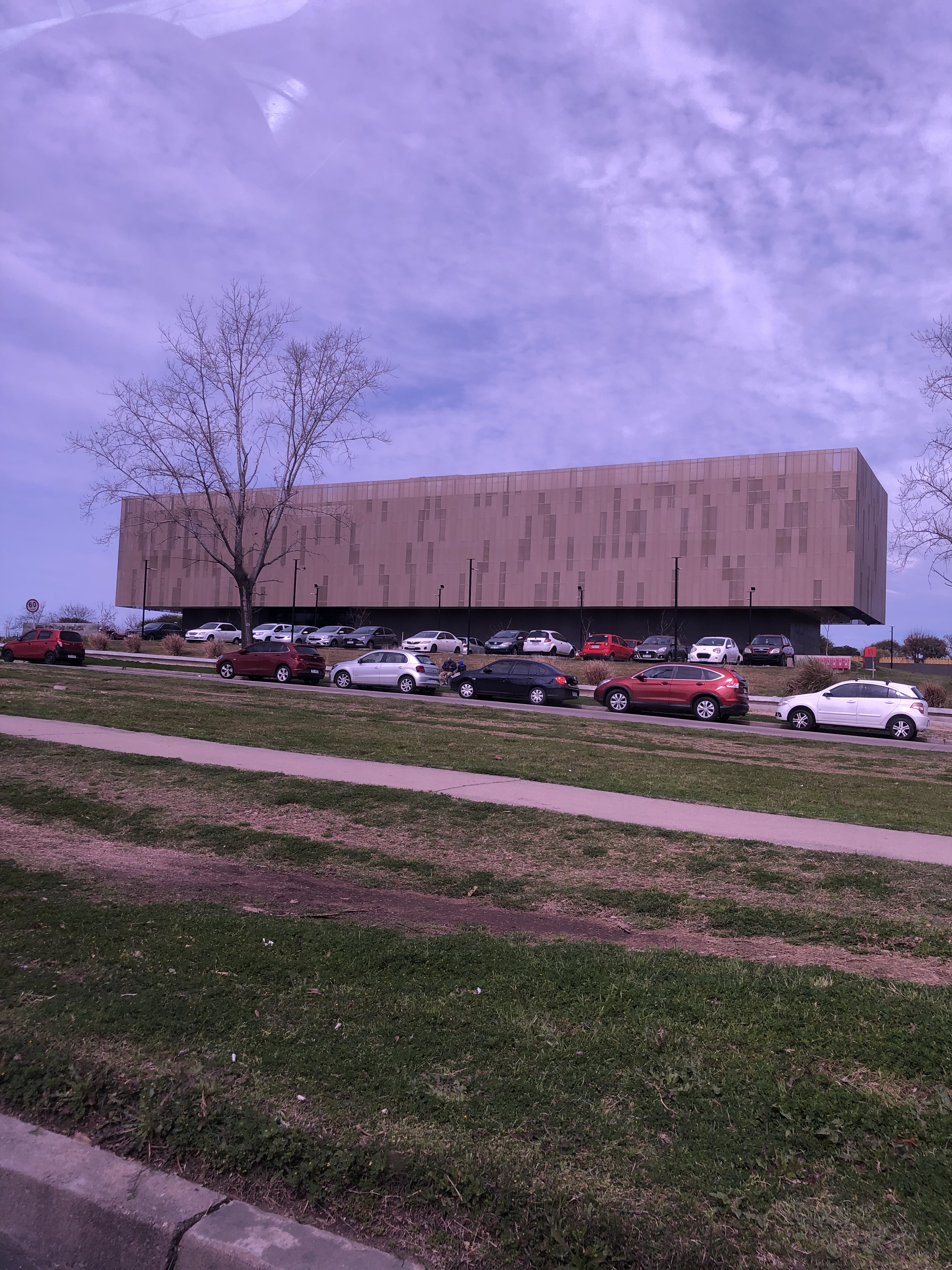
Edificio de la Jefatura de Policía de Montevideo en el barrio Bolívar.

La Jefatura de Policía de Montevideo, es el órgano dependiente de la Policía Nacional, encargado de la preservación del orden y la seguridad pública, así como la prevención de los delitos en el departamento de Montevideo y la ciudad homónima. Cuenta con un total de 4500 agentes de policía. 

## Historia
El cargo de Jefe de Policía, fue creado el 14 de agosto de 1829 y se promulgó con la Constitución de 1830. En sus inicios el jefe de policía departamental, denominado Jefe Político y de Policía, quien además de la gestión policial, tenía atribuciones ejecutivas, es decir, conformaba el Poder Ejecutivo de Montevideo. No fue hasta 1908 en que se crearía la figura del intendente departamental, quedando el jefe de policía con funciones meramente policiales.
Durante cierto tiempo, el Jefe de Policía de Montevideo tuvo el control de toda la Policía de la República, es por ello que a la institución oficialmente se la denominó como. Departamento Central de Policía hasta la creación de la figura del Jefe y Director Nacional de Policía, dentro del Ministerio de Interior en 1971. La sede principal de dicha institución fue el Cabildo de Montevideo, hasta la adquisición del Palacio Santos en 1929. En los años cuarenta, se constituirá el edificio del Departamento Central de Policía, el cual también albergaria a la Cárcel Central. 

## Seccionales Policiales y Zonas Operacionales

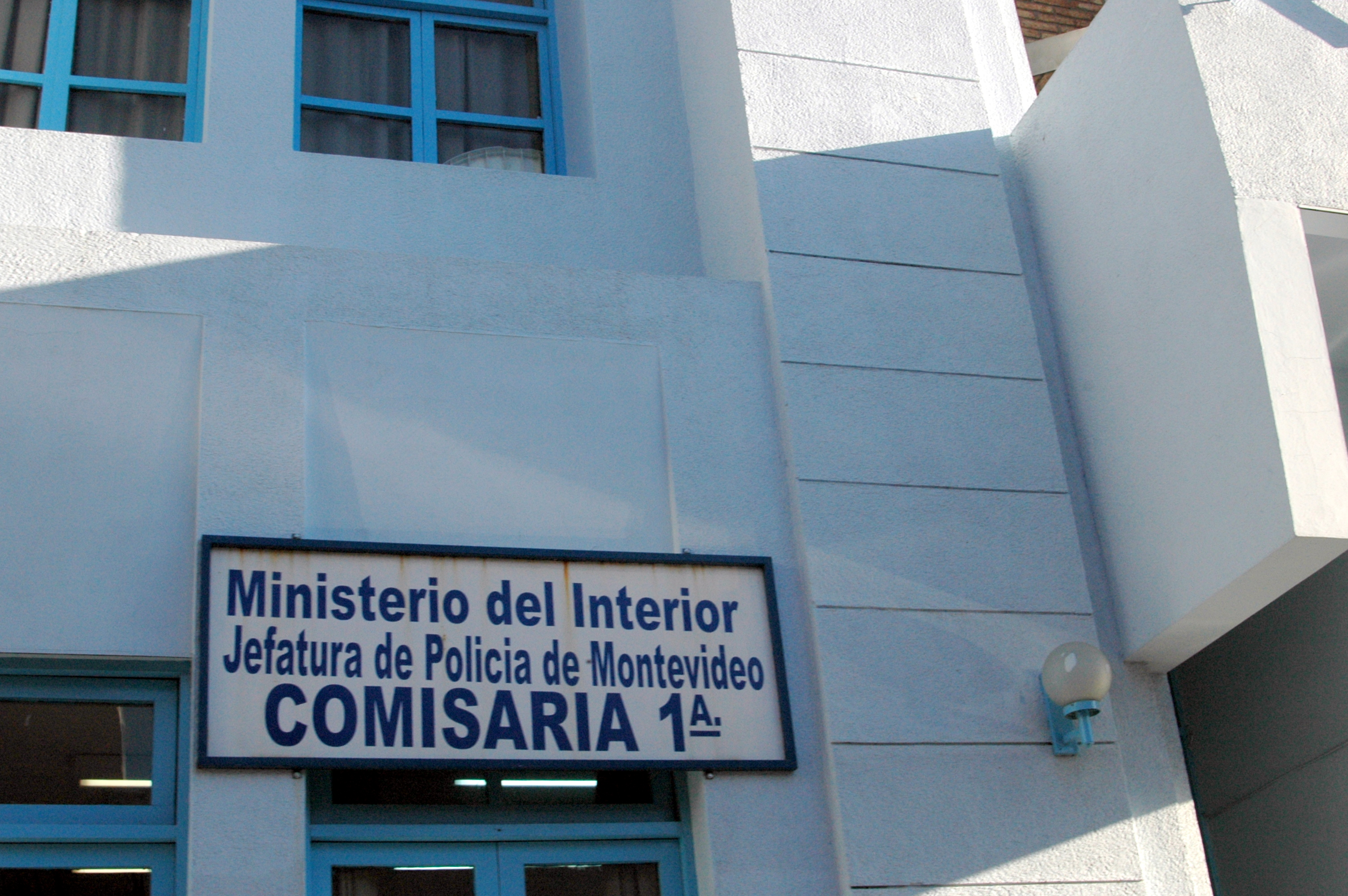
ex Fachada de la sede de la Seccional 1.ª de Policía de Montevideo

En 1888 con la disolución del Cuerpo de Serenos, fueron creadas las primeras secciones de Policía, surgiendo así las primeras comisarías con sede propia en distintos barrios de Montevideo. 
En la actualidad, la Jefatura de policía cuenta con un total de veinticinco Comisarías o Seccionales, las cuales están divididas en zonas operacionales. 
| Zona Operaciónal | Seccionales de Policía                  |
| ---------------- | --------------------------------------- |
| Zona I           | 1.ª - 2.ª - 3.ª - 4.ª - 5.ª - 6.ª - 7.ª |
| Zona II          | 9.ª - 10.ª - 11.ª - 13.ª - 14.ª - 15.ª  |
| Zona III         | 8.ª - 12.ª - 16.ª - 17.ª - 18.ª - 25.ª  |
| Zona IV          | 19.ª - 20.ª - 21.ª - 22.ª - 23.ª - 24.ª |

Cuenta además con varias divisiones integrada por distintos cuerpos departamentales, tales como la Unidad de Respuesta Policial Móvil e Investigaciones con base en cada Zona Operacional, Grupo de Respuesta Táctica en Cordón, las Comisarías Especializadas en Violencia Doméstica y Género base en cada Zona Operacional, la Brigada Departamental Antidrogas en la zona de Bolívar, Brigada de Investigación Departamental de Delitos Automotores en la zona de Aguada, y el Cuerpo de Policía de Tránsito también en la zona de Aguada. Dependencias como Homicidios, dependen directamente de Hechos Complejos, no de la Jefatura de Policía de Montevideo.

## Palacio Central de Policía

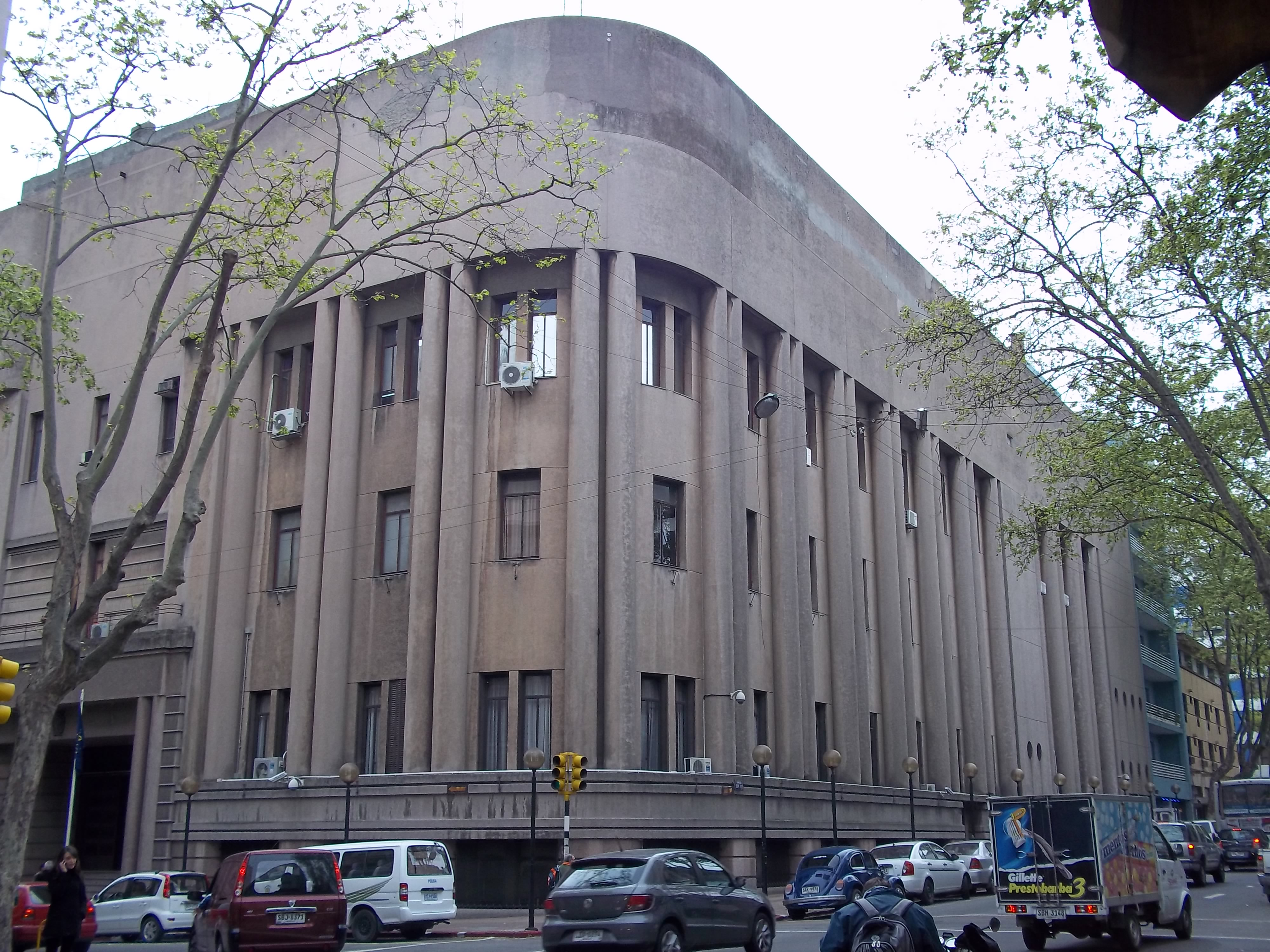
Palacio Central de Policía, sede de la Jefatura de Policía de Montevideo hasta 2019.

El 20 de noviembre de 1940 fue inaugurado el entonces Palacio Central de Policía, el edificio se ubicó en pleno Centro de Montevideo, sobre la calle San José y Carlos Quijano. El mismo fue obra del arquitecto Alfredo Baldomir, quien fuera presidente de la República en su inauguración. En dicho edificio también se instaló la cárcel central, obra del arquitecto Antonio Fraschetti Rui.
La Jefatura departamental funcionó en dicho edificio hasta 2019, con la construcción de una nueva sede en el barrio Bolívar sobre la Avenida José Pedro Varela. La cual   fue inaugurada un 21 de noviembre de 2019.

## Estructura
La Jefatura de Policía, está bajo el control de la Dirección y Sub Dirección Ejecutiva de la Policía Nacional, la misma se encuentra integrada por el Jefe de Policía de Montevideo el Comisario General Retirado Pablo Lotito. Donde en su experiencia desde su egreso cómo Oficial de la Policía Nacional, hasta la actualidad desarrolló una amplia carrera profesional en el ámbito de la Seguridad Pública. Además de ser el actual Jefe Departamental de Policía de Montevideo. Fue Jefe de Unidades Básicas de la Policía Nacional, Director de Investigaciones y Director de la Brigada Departamental Antidrogas de la Jefatura de Policía de Colonia. Se desempeñó como Director de la Dirección de Información Táctica de la Jefatura de Policía de Montevideo. Cumplió funciones como Director de Hechos Complejos de la Dirección de Investigaciones de la Policía Nacional. Fue Director de la Unidad N°8 del Instituto Nacional de Rehabilitación. Tiene formación en Uruguay y el exterior en investigación de lavado de dinero, homicidios, prevención de delitos, secuestro y extorsión.  